# Bleiglas

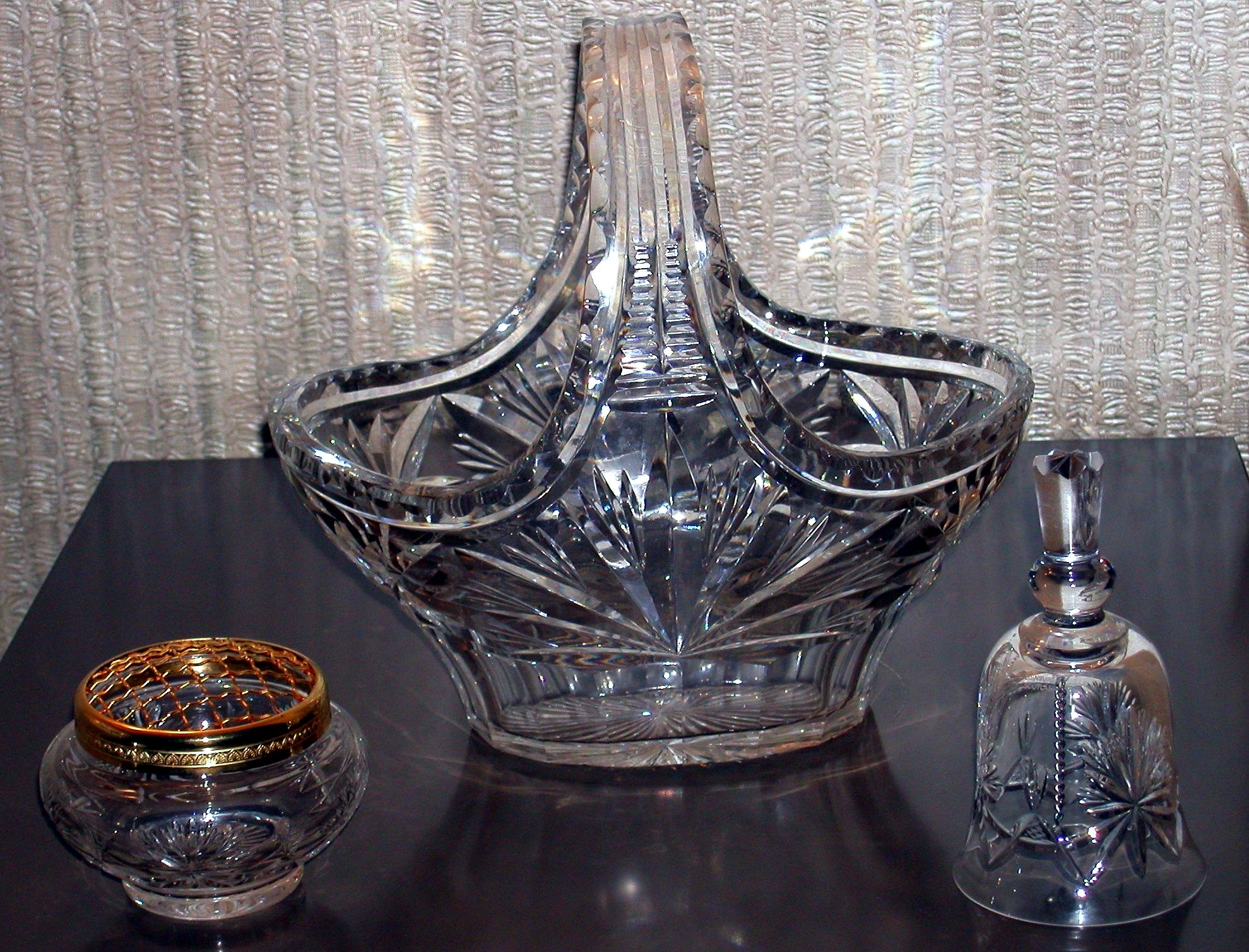
Gefäße aus geschliffenem Bleiglas

Bei der Bleikristallglas genannten Sorte Glas ersetzt man – bei der Herstellung durch Erschmelzen – die in vielen Gläsern enthaltenen Erdalkalien wie Calciumoxid durch Blei(II)-oxid (PbO). Der Anteil für echtes Bleikristallglas muss dabei mindestens 24 % betragen. Geschliffenes Bleiglas wird oft auch als Bleikristall bezeichnet. Bleikristallglas ist auch in dickwandigen Gefäßen klar und lässt sich gut schleifen. Es zeichnet sich durch einen hohen Brechungsindex, hohe Dispersion, also starke Aufspaltung von weißem Licht in die Regenbogenfarben, Farblosigkeit in der Transmission, Glanz und einen schönen Klang aus. Kennzeichnend ist auch die hohe Dichte von 3,5–4,8 g/cm3.
Für ein Glas mit mindestens 18 % PbO wird die Bezeichnung Pressbleikristall verwendet. Sind mehr als 30 % Bleioxid enthalten, spricht man von Hochbleikristall.
Die Definition Bleiglas ergibt sich aus der Zschimmerschen Regel
Alkalienanteil = (76 % – %PbO) × 0,27, wobei der überwiegende Alkalienanteil durch K2O eingebracht wird.

## Anwendungen
Ein Bleiglas mit sehr hohem Bleioxidgehalt (> 40 %) ist das in der Optik verwendete Flintglas. Sein erwünscht hoher Brechungsindex ermöglicht brechstarke Linsen schon bei vergleichsweise geringer Oberflächenkrümmung. In optischen Geräten unerwünscht ist jedoch die hohe Dispersion von Bleiglas. Da Bleiglas im Vergleich zu Kronglas einen nur mäßig erhöhten Brechungsindex, jedoch eine viel größere Dispersion aufweist, ließ sich ab etwa 1883  durch die Kombination dieser zwei frühen optischen Glassorten ein sogenannter Achromat herstellen, der blaues und rotes Licht gleich stark bricht. Für einen sammelnden Achromat wird eine sammelnde Kronglaslinse mit einer zerstreuenden Flintglaslinse durch Zusammenkitten kombiniert.
Bleiglas passender Zusammensetzung hat einen niedrigen Erweichungspunkt, weshalb es sich früh zur Herstellung von Pressglas eignete.
Zur Herstellung von Laborgeräten lässt sich nur Platin in gewöhnlichem Glas, Chrom-Nickel-Draht in Bleiglas einschmelzen.
Bleiglas soll aus Umweltschutzgründen auch für Optiken und Zierrat nicht mehr eingesetzt werden, da Müll grundsätzlich verbrannt und/oder deponiert werden muss und man potentiell giftiges Blei in der Umwelt vermeiden will. So wurden alternative Gläser ohne oder mit wenig Bleioxidgehalt sowohl mit hoher Dispersion als auch tiefem Erweichungspunkt („weiches Glas“) entwickelt.
Der als Edelsteinersatz verwendete Strass ist ebenfalls ein besonderes Bleiglas.

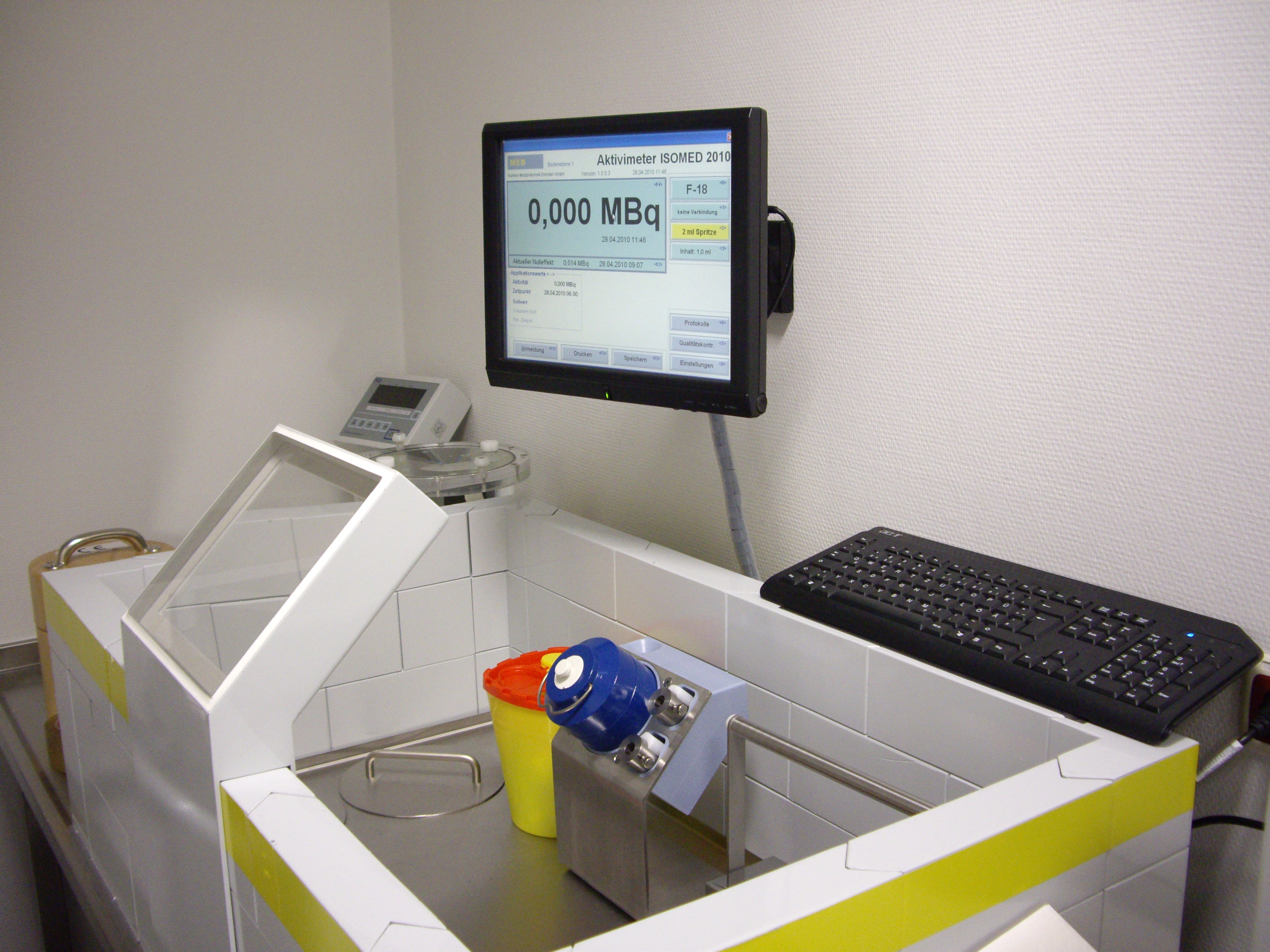
Eine Bleiburg in einem nuklearmedizinischen Heißlabor. Links im Bild eine Scheibe aus Bleiglas.

Aufgrund der hohen Atommasse von Blei, die sich in einer großen Dichte manifestiert, werden Fenster mit Bleiglas zur Abschirmung von Strahlungsquellen in der Radiologie, Nuklearmedizin, der Technik und bei der Herstellung von Kathodenstrahlröhren (z. B. im Fernsehgerät) verwendet, wo eine klare Sicht in den Strahlungsbereich bzw. auf das erzeugte Bild notwendig ist.
Bleiglas wird in der Kern- und Teilchenphysik als Nachweismedium und zur Energiebestimmung von schnellen, geladenen Elementarteilchen verwendet. Dabei werden Bleigläser in Form von typischerweise 20 bis 30 Zentimeter langen Blöcken zu Wänden geschichtet, an deren Rückseite die im Bleiglas entstehende Tscherenkow-Strahlung mit Photomultipliern in elektrische Spannungssignale umgewandelt wird. Solche Bleiglaswände können aus einigen Tausend Blöcken bestehen und so Flächen von mehreren Quadratmetern überdecken. Aufgrund ihrer Verwendung zur Energiemessung von Elektronen, Positronen und Photonen werden Bleiglaswände auch den elektromagnetischen Kalorimetern zugerechnet. Ein Beispiel für einen Nachweisdetektor mit großen Bleiglaswänden ist der am CERN im Betrieb gewesene universelle Detektor des UA2-Experimentes zur Untersuchung von Proton-Antiproton-Stößen.